# シュジャー・ウッディーン・ムハンマド・ハーン
シュジャー・ウッディーン・ムハンマド・ハーン（Shuja-ud-Din Muhammad Khan, 1670年頃 - 1739年8月26日）は、東インドのベンガル太守（在位：1727年 - 1739年）。シュジャー・ハーン（Shuja Khan）とも呼ばれる。

## 生涯
1670年頃、シュジャー・ウッディーン・ムハンマド・ハーンはデカン地方のブルハーンプルで誕生した。
いつごろかは不明だが、ベンガル太守ムルシド・クリー・ハーンの娘と結婚し、1719年にはオリッサの太守に任命された。
1727年6月30日、太守ムルシド・クリー・ハーンがムルシダーバードで死ぬと、娘婿であるシュジャー・ウッディーン・ムハンマド・ハーンの息子サルファラーズ・ハーンを太守位に指名した。だが、その場にいなかった彼はこれを認めず、その副官アリーヴァルディー・ハーンとともにムルシダーバードへと大軍を連れて向かった。
結局、ムルシド・クリー・ハーンの娘が混乱を避けるために二人を和解させ、結局同年
7月にシュジャー・ウッディーン・ムハンマド・ハーンが太守となった。とはいえ、彼はサラファラーズ・ハーンを自身の後継者としていたことから、その後の父子関係は悪くはなかったようである。
シュジャー・ウッディーン・ムハンマド・ハーンは即位後、先代がムガル帝国に対し律儀に払っていたベンガル地方の税収の納入を拒否し、ベンガルは実質的に独立した（ベンガル地方政権）。ベンガルの独立はムガル帝国に打撃を与え、この豊かなベンガルからの収入が途絶えた帝国はますます財政難となった。
その一方、ベンガルは先代が整えたザミーンダール機構がきちんと働いており、金融業者のジャガト・セートやファテー・チャンドに支えられていたので財政に苦しむことはなく、その治世は概ね平和だった。とはいえ、部下のアリーヴァルディー・ハーンが力をつけた時代でもあった。
1739年3月13日、シュジャー・ウッディーン・ムハンマド・ハーンはサルファラーズ・ハーンに太守位を譲り、同年8月26日に死亡した。